# Île Maquerelle
Île Maquerelle též nazývaný Île des Cygnes (Labutí ostrov) je zaniklý ostrov na řece Seině v Paříži. Na konci 18. století byl připojen k levému břehu.

## Poloha
Nacházel se v severozápadní části 7. obvodu mezi Rue de l'Université a Seinou, Invalidovnou a Champ-de-Mars. Dnes se zde rozkládá Musée du quai Branly.

## Historie
V roce 1806 byla na tomto místě při stavbě Pont d'Iéna objevena dubová kánoe, pravděpodobně loď Normanů, kteří obléhali Paříž v zimě 885-886. Ve 13. století rolníci ze Chaillot měli právo pást své krávy na ostrově Maquerelle výměnou za platbu v hotovosti a v naturáliích odváděné opatství Saint-Germain-des-Prés. V roce 1572 po bartolomějské noci zde byla pohřbena těla 1200 obětí. Ostrov byl přejmenován na Labutí ostrov, protože zde byly umístěny labutě podle královské vyhlášky ze dne 16. října 1676. Král prodal ostrov městu Paříži 21. března 1722. Kolem roku 1731 zde bylo skladováno stavební dříví i dřevo na otop a byly zde rozebírány staré dřevěné lodě. Ostrov byl na svém východním konci spojen s levým břehem mostem. V letech 1773 a 1780 byly podepsány patenty, které městu umožnily částečně zasypat kanál oddělující ostrov od břehu. V roce 1782 se zde vyráběl olej pro napájení lamp. V roce 1789 bratři Jacques a Augustin Perierovi postavili na ostrově parní mlýn, který vyráběl mouku v době, kdy bylo v Seině málo vody a vodní mlýny nepracovaly. O rok později byl mlýn zprovozněn. V letech 1802-1803 zde vynálezce Robert Fulton provádět své experimenty s parníkem. V roce 1812, kdy byl dokončen i Pont d'Iéna, byl zasypán zbytek kanálu a ostrov tak zcela zanikl.